# Poissons
Poissons – miejscowość i gmina we Francji, w regionie Grand Est, w departamencie Górna Marna.
Według danych na rok 1990 gminę zamieszkiwały 732 osoby, a gęstość zaludnienia wynosiła 47 osób/km².

## Galeria

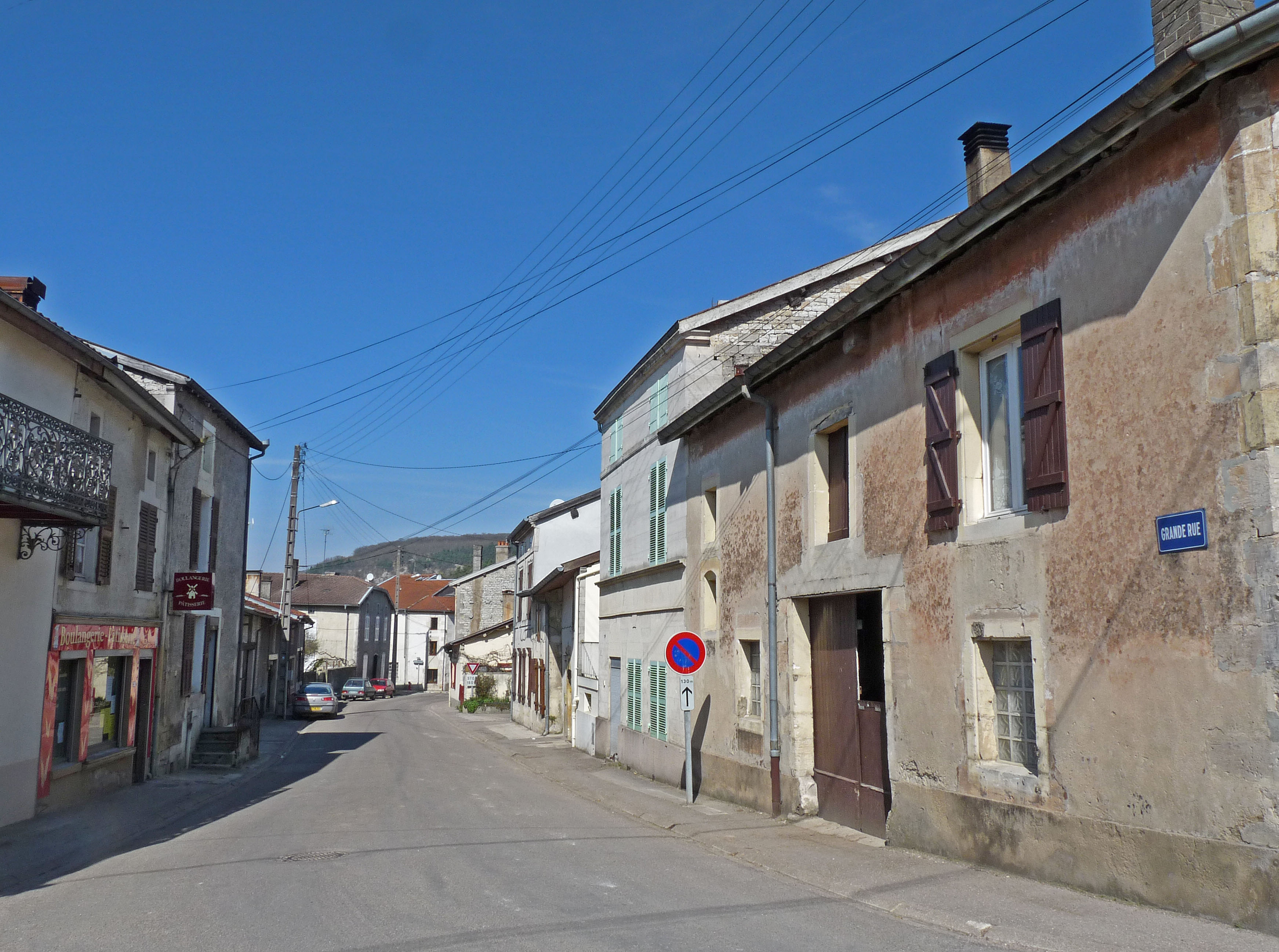
Grande Rue (Stara Ulica) w Poissons, 2011
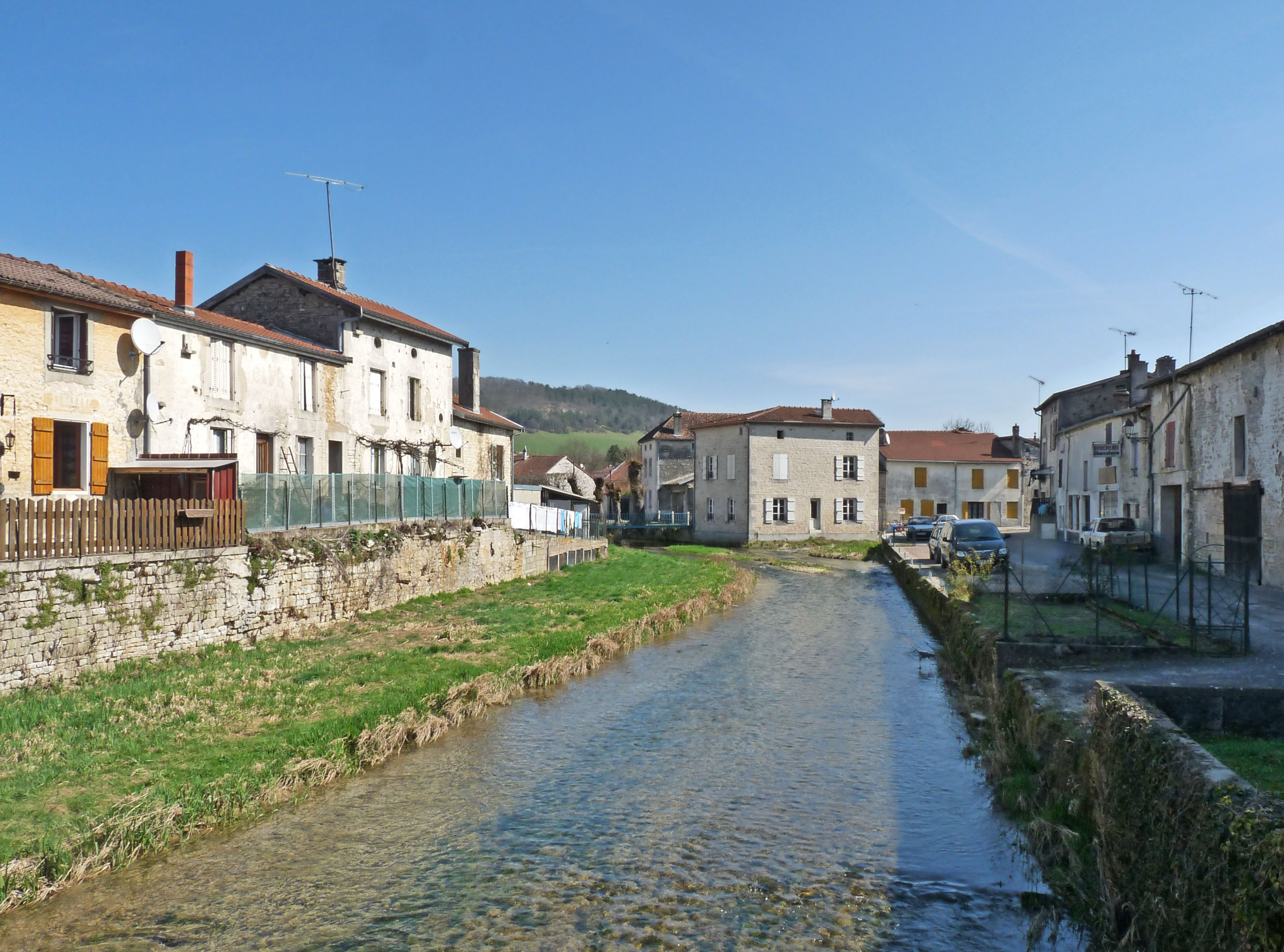
Rzeka Rongeant w Poissons, 2011
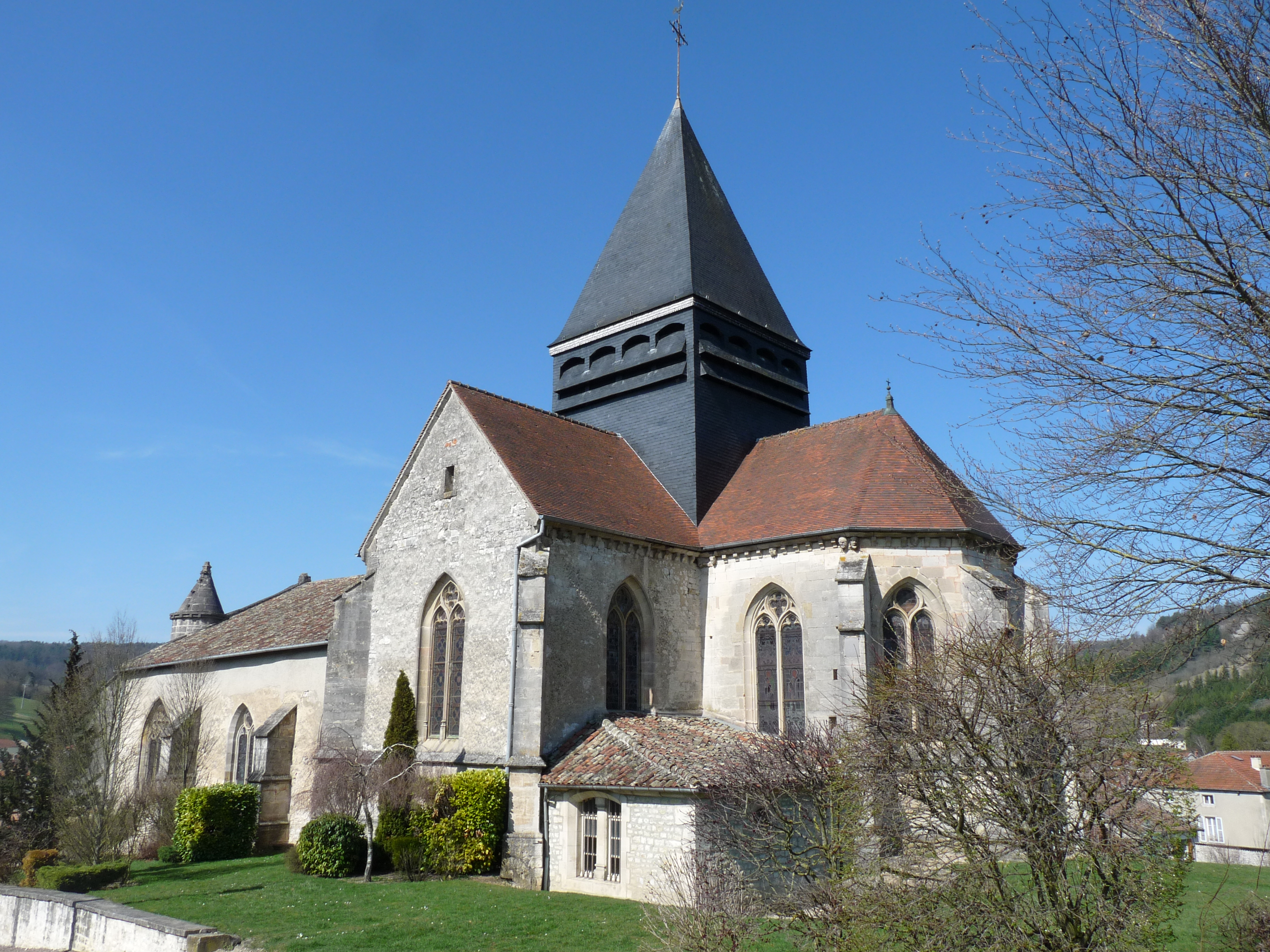
Kościół w Poissons, 2011